# Kasteel Frisselstein
Kasteel Frisselstein of het Huis Veghel is een voormalig kasteel in de plaats Veghel, in de Nederlandse provincie Noord-Brabant. Het kasteel was gelegen in het dal van de Aa nabij de brug van Veghel. De huidige Frisselsteinstraat herinnert aan het kasteel.

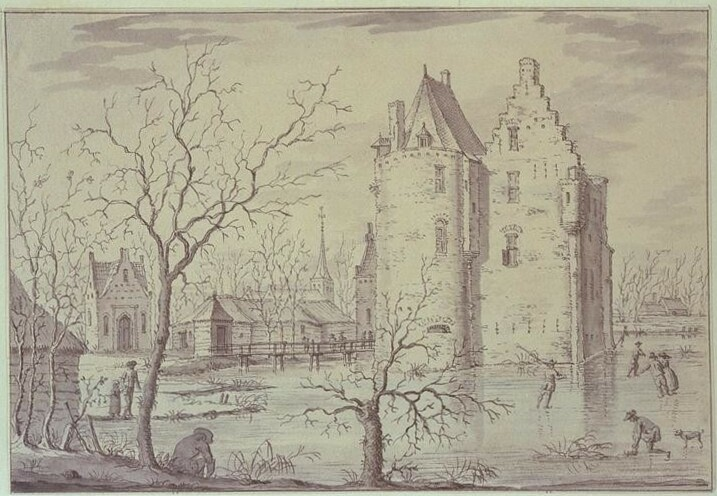
t Kasteel te Vechel 1676 in de mijerij van den bos door J. Stellingwerf

## Beschrijving
Jacob van Oudenhove spreekt in zijn werk "Beschrijvinge der Stadt en de Meijerije van 's-Hertogen-Bossche" (1649), over het te Veghel gelegen "schoon Huys ofte Casteel, vermaert onder den naam 't Huys te Vechel", dat al in 1631 wordt omscheven als: "het slot off stenen huijs gelegen tot Vechel tegen over de kercke aldaer, genaempt Friesselsteijn". Volgens achttiende-eeuwse beschrijvingen bestond het kasteel toen uit het herenhuis en voorhuis met brouwerij.

## Geschiedenis en bewoners
De aanleg van kasteel Frisselstein dateert uit de periode 1314-1340 toen de gemeenschappelijke beemden 'Die Dungen' werden verkaveld en verkocht. Op een van deze kavels liet een lokale Veghelse adelsfamilie een hofstad met woontoren bouwen. In 1425 verkocht Theodorica van Nijnsel, weduwe van Jacobus van Nijnsel, deze hofstad aan Heilwigis, weduwe van Godefrius van Erp. Zij droeg het goed over aan haar zoon Godefridus van Erp. Het is waarschijnlijk deze Godefridus die de woontoren tussen 1450 en 1478 uitbouwde tot kasteel. Van Asseldonk (1989) denkt dat het kasteel Frisselstein haar benaming eveneens te danken heeft aan Godefridus van Erp, die een bestaand huis uitbouwde tot een stein of kasteel. De benaming 'Frissenstein' werd in 1527 voor het eerst genoemd. Voor vele generaties bleef kasteel Frisselstein het stamhuis van de familie Van Erp. Dit adellijk Meierijs geslacht bezat van 1566 tot 1642 het vruchtgebruik over de verenigde heerlijkheden Veghel en Erp. Bij de dood van jonker Walraven van Erp in 1676 erfde zijn dochter Joanna Phillipina van Erp, gravin Van Berlo het kasteel ("...eertyds toebehoord hebbende aan het Geslacht van Erp, doch nu aan den Graaf van Berlo uyt hoofde van zyne Vrouw..."). Zij is gehuwd met graaf Johan Ferdinand van Berlo, generaal-majoor in Staatse dienst. Zij wonen niet in Veghel. Het kasteel Frisselstein werd in 1681 bewoond door Maria van Vladeracken, weduwe Van Erp en haar dochter Barbara van Erp met haar man jonker Joannes Wilhelmus De Jeger.
Onder de familie Van Erp doorstond kasteel Frisselstein nagenoeg ongeschonden de Tachtigjarige Oorlog. In 1542 werd het kasteel tijdens de Gelderse Oorlogen door Maarten van Rossum bedreigd. In 1582 stak de Staatse legeraanvoerder Christoffel van IJsselstein Veghel en Frisselstein in brand. In 1587 dreigde de Staatse krijgsheer Pilips van Hohenlohe Frisselstein opnieuw af te branden. Dat werd echter verhinderd door de betaling van een hoge brandschat. Uit regesten van het archief van kasteel Baarlo te Maasbree blijkt dat de Veghelse bevolking het kasteel Frisselstein tijdens de Tachtigjarige Oorlog heeft gebruikt als vluchtoord. Uit die tijd dateert de dubbele omgrachting van het kasteel, waarvan de buitenste gracht als aftakking van de Aa door de inwoners van Veghel werd gegraven ter vergroting van het vluchtterrein "dwelck is gemaekt tot eene gevreden hoff ende bongart", dat de ingezetenen in tijde van oorlog tot toevluchtsoord gebruiken en tot bergplaats hunner goederen. Vanwege het illegaal vergraven van de rivier de Aa kregen de inwoners van Veghel in 1629 een boete van de Rekenkamer van Brabant.
Amour Dorothea van Berlo verkocht het kasteel in 1713 aan Mathijs Nieckens, secretaris van Veghel ("...Het is by koop overgegaan aan den Heer Nikes..."). In 1728 werd het kasteel Frisselstein verkocht aan de protestantse familie De Jong, secretarissen van Erp en Veghel. Gerardus de Jong, sinds 1725 secretaris van Veghel en Erp en heer van Beek en Donk liet het kasteel waarschijnlijk verbouwen tot buitenverblijf, zoals in 1760 door H. Spilman in twee pentekeningen vastgelegd. In 1810 was Frisselstein bouwvallig en werd door de toenmalige eigenaar, de bierbrouwer Joannes van de Laar, afgebroken. Het huidige pand Frisselsteinstraat 7 is opgetrokken uit de stenen van het oude kasteel.
In 2002 vond er een archeologisch booronderzoek plaats, waarbij sporen van de oude gracht werden gevonden. In de grachtvulling werden brokken baksteen, mortel en leisteen aangetroffen. De exacte locatie van het kasteel valt niet te onderzoeken wegens het later gebouwde voormalige postkantoor. De archeologische speurtocht naar kasteel Frisselstein deed stemmen opgaan tot herbouw van een replica van kasteel Frisselstein. Er zijn nog geen concrete plannen.